# Canottaggio ai Giochi della XXIX Olimpiade - 4 di coppia femminile

## Batterie
Hanno partecipato alle batterie di qualificazione 8 equipaggi, suddivisi in 2 batterie: i primi di ogni batteria sono passati direttamente alla finale A, mentre gli altri hanno effettuato i ripescaggi.
Domenica 10 agosto 2008, ore: 16:30-16:50
| Posizione | Atleta  | Paese                                                                             | Tempo   | Note |
| --------- | ------- | --------------------------------------------------------------------------------- | ------- | ---- |
| 1         | Cina    | Tang Bin, Xi Aihua, Jin Ziwei e Zhang Yangyang                                    | 6:11.83 | FA   |
| 2         | Ucraina | Svitlana Spiryukhova, Olena Olefirenko, Naataliya Lyal'chuk e Tetiana Kolesnikova | 6:17.84 | R    |
| 3         | Canada  | Rachelle de Jong, Anna-Marie de Zwager, Janine Hanson e Krista Guloien            | 6:23.27 | R    |
| 4         | Russia  | Julija Kalinovskaja, Oxana Dorodnova, Larisa Merk e Yulia Levina                  | 6:26.21 | R    |

| Posizione | Atleta      | Paese                                                               | Tempo   | Note |
| --------- | ----------- | ------------------------------------------------------------------- | ------- | ---- |
| 1         | Regno Unito | Annabel Vernon, Debbie Flood, Frances Houghton e Katherine Grainger | 6:13.70 | FA   |
| 2         | Germania    | Britta Oppelt, Manuela Lutze, Kathrin Boron e Stephanie Schiller    | 6:15.26 | R    |
| 3         | Stati Uniti | Lia Pernell, Lindsay Meyer, Jennifer Kaido e Margot Shumway         | 6:19.89 | R    |
| 4         | Australia   | Amy Ives, Kerry Hore, Zoe Uphill e Amber Bradley                    | 6:20.95 | R    |

## Ripescaggi
I primi 4 equipaggi si sono qualificati per la finale A, gli altri per quella B.
Martedì  12 agosto 2008, ore: 16:50-17:00
| Posizione | Atleta      | Paese                                                                             | Tempo   | Note |
| --------- | ----------- | --------------------------------------------------------------------------------- | ------- | ---- |
| 1         | Germania    | Britta Oppelt, Manuela Lutze, Kathrin Boron e Stephanie Schiller                  | 6:36.17 | FA   |
| 2         | Stati Uniti | Lia Pernell, Lindsay Meyer, Jennifer Kaido e Margot Shumway                       | 6:39.53 | FA   |
| 3         | Australia   | Amy Ives, Kerry Hore, Zoe Uphill e Amber Bradley                                  | 6:41.39 | FA   |
| 4         | Ucraina     | Svitlana Spiryukhova, Olena Olefirenko, Naataliya Lyal'chuk e Tetiana Kolesnikova | 6:41.45 | FA   |
| 5         | Canada      | Rachelle de Jong, Anna-Marie de Zwager, Janine Hanson e Krista Guloien            | 6:46.60 | FB   |
| 6         | Russia      | Julija Kalinovskaja, Oxana Dorodnova, Larisa Merk e Yulia Levina                  | 6:51.14 | FB   |

## Finali

### Finale B
Sabato 16 agosto 2008, ore: 15:00-15:10
| Posizione | Atleta | Paese                                                                  | Tempo   |
| --------- | ------ | ---------------------------------------------------------------------- | ------- |
| 1         | Russia | Julija Kalinovskaja, Oxana Dorodnova, Larisa Merk e Yulia Levina       | 6:28.10 |
| 2         | Canada | Rachelle de Jong, Anna-Marie de Zwager, Janine Hanson e Krista Guloien | 6:28.78 |

### Finale A
Domenica 17 agosto 2008, ore: 16:30-16:40
| Posizione | Atleta      | Paese                                                                             | Tempo   |
| --------- | ----------- | --------------------------------------------------------------------------------- | ------- |
|           | Cina        | Tang Bin, Xi Aihua, Jin Ziwei e Zhang Yangyang                                    | 6:16.06 |
|           | Regno Unito | Annabel Vernon, Debbie Flood, Frances Houghton e Katherine Grainger               | 6:17.37 |
|           | Germania    | Britta Oppelt, Manuela Lutze, Kathrin Boron e Stephanie Schiller                  | 6:19.56 |
| 4         | Ucraina     | Svitlana Spiryukhova, Olena Olefirenko, Naataliya Lyal'chuk e Tetiana Kolesnikova | 6:20.02 |
| 5         | Stati Uniti | Lia Pernell, Lindsay Meyer, Jennifer Kaido e Margot Shumway                       | 6:25.86 |
| 6         | Australia   | Amy Ives, Kerry Hore, Zoe Uphill e Amber Bradley                                  | 6:30.05 |